# Gerben Van Dorpe
Gerben Van Dorpe, né le 12 juillet 1975 à Alost, en Belgique, est un joueur belge de basket-ball. Il évolue au poste de pivot. 